# Родина моя
«Ро́дина моя́» (иногда называется «Ро́дина», «Ро́дина моя́ КПСС») — эстрадное музыкальное произведение в жанре авторской песни с элементами социально-политического протеста, созданное Игорем Тальковым в конце 1980-х гг. Получило известность после исполнения его Тальковым на международном музыкальном конкурсе «Ступень к Парнасу» (1989), в рамках авторской концертной программы Талькова «Суд» (весна-лето 1991 года), а также после студийных изданий (с 1993 года).

## История
Песня «Родина моя» была написана Игорем Тальковым в конце 1980-х гг. В 1989 году она была исполнена им на международном музыкальном конкурсе «Ступень к Парнасу». «Родина моя» была включена Игорем Тальковым в состав его музыкального спектакля «Суд» (1991), и являлась песней, которой начинался остросоциальный блок спектакля.
Впервые студийная запись песни «Родина моя» увидела свет уже после убийства Талькова в посмертном релизе музыканта «Этот мир», изданном при участии музыкального продюсера Александра Шульгина в 1993 году.
В 1996 году был издан концертный альбом записей Талькова с коммерческим названием «Последний концерт», где впервые присутствовал концертный вариант песни (по релизу трек назывался «Родина моя КПСС», название было получено путём объединения песен «Родина моя» и «КПСС», звучавших на концерте слитно), исполненной Тальковым на концерте в Московском государственном театре эстрады от 25 мая 1991 года. Текст песни незначительно отличался от студийного варианта записи.
В 2001 году один из альбомов переиздаваемых песен Талькова, собравший в себя остросоциальные песни автора, получил название «Родина моя» — по названию песни. В этом же альбоме дополнительно был издан другой вариант исполнения Тальковым песни «Родина моя» (запись с концерта в ДК МИСИС). В 2001 году также отдельным альбомом с коммерческим названием «СУД — 25 мая 1991 года» была впервые издана полная аудиоверсия концерта от 25 мая 1991 года, где концертная версия песни «Родина моя» звучала отдельным треком.
В феврале 2019 года Игорь Тальков-младший представил публике новую версию песни своего отца.

## Мнения
Исследователь песенной поэзии Игоря Талькова, доктор филологических наук Илья Ничипоров так охарактеризовал это произведение:

Образ России выступает в «Родине моей» в единстве конкретного и обобщенно-символического. С символическим планом сопряжены здесь инфернальные мотивы («Над куполами Люциферова звезда взошла»), насыщенный бытийным смыслом образ природного мира: дожди, «омывающие крест» Отечества, ассоциируются со «слезами … великих сынов с небес», благодаря чему судьба страны в её крайних проявлениях («запиваешь» — «молишься») видится одновременно и в земном измерении, и в соотнесенности с небесным, Высшим Промыслом.

Литературный критик Генрих Митин написал, что Тальков с каждым днём все яснее видел то, о чём сказал в песне «Родина моя»: «еще совсем недавно в аду поэт видел одного Ленина — теперь в ад шагает вся страна!». Критик назвал песню страшной, заканчивающейся горькими стихами.
Протоиерей Михаил Ходанов, исследовавший творчество русских поэтов XX века, написал, что Игорь Тальков:

… искал правду в той России, которую мы самым преступным образом потеряли. Крещеный в Православии, он имеет отныне непостыдную надежду нашими устами молить угодников Божиих, которых он не всуе поминал в песне «Родина моя», чтобы Господь был милостивым к нему на Страшном Суде и простил ему все его человеческие прегрешения — за то, что поэт, несмотря на молодость, сумел возлюбить много и пострадал ради возрождения свободной и православной России.

Литературный критик Владимир Бондаренко в газете «Завтра» написал, что русский Тальков начался для миллионов телезрителей с исполнения песни «Россия», а песню «Родина моя» он назвал в числе первых, которыми русский Тальков укоренился в сознании телезрителей.

## Награды и достижения
- В 1989 году за песню «Родина моя» (в совокупности с песнями «Россия», «Летний дождь», «Метаморфозы», «Звезда», «Память», «Сцена») Тальков получил первую премию Международного музыкального конкурса «Ступень к Парнасу»[6].

## Крылатые фразы
После выхода песни получило широкое распространение восклицание «Родина моя, ты сошла с ума!», используемое в одной из строк песни.

## Издания
- В студийных альбомах: «Этот мир» (1993), «Лучшие песни» (2001), «Родина моя» (2001) и др.
- В концертных альбомах: «Последний концерт» (1996), «Суд» (2001) и др.